# Аеродром Бејрут
Међународни аеродром Рафик Харири Бејрут (: , : ) (арап. مطار بيروت الدولي) је једини јавни аеродром у Либану. Аеродром се налази 9 km јужно од центра Бејрута, и ту је смештана база Либанске националне авио-компаније, Мидл Ист ерлајнс. На аеродрому је такође базирана карго авио-компанија Трансмедитераниен ервејз и нова чартер авио-компанија МенаЏет.

## Историја
Аеродром Бејрут је отворен 23. априла 1954. године, заменивши мањи аеродром „Бир Хасан“. Дана 22. јуна 2005. године аеродром је преименован у Међународни аеродром Рафик Харири у част Рафик Харириа, председнику Либана који је 2005. године убијен у експлозији.
Војска Израела је нападала Аеродром Бејрут три пута. Први пут се то десило током ноћи 28. децембра 1968. године, када је израелска војска изненада бомбардовала аеродром као одговор на напад Ел Ал авиона на атинском аеродрому. Као последица тог напада 13 цивилних авиона либанских авио-компанија је било уништено. Други пут је израелска војска бомбардовала аеродром током инвазије на Либан 1982. године. Трећи напад на аеродром је био 13. јула 2006. године око 6 ујутру када је израелска војска уништила све три писте аеродрома.
Након бомбардовања либанска влада је аеродром затворила за саобраћај. Дана 17. августа 2006. године Мидл Ист ерлајнс лет из Амана је слетео на аеродром, а истог дана и Ројал Џордејнијан, такође из Амана. Све писте су биле поправљене за саобраћај. 7. септембра 2007. године када је Изреаел прекинуо блоакду Либану. После неколико дана су и познатије авио-компаније слетеле на аеродром, (Бритиш ервејз, Галф ер, ЕгипатЕр, Емирати, Ер Алжир, Ер Арабија, Ер Франс, Итихад ервејз, Ер Србија, Ројал ер Марок и Сајпрус ервејз). Током бомбардовања многе авио-компаније су користиле Аеродром Ларнака уместо Аеродрома Бејрут.